# Pockleitengraben
Der Pockleitengraben ist ein rund 0,8 Kilometer langer, linker Nebenfluss der Kainach in der Steiermark.

## Verlauf
Der Pockleitengraben entsteht im östlichen Teil der Gemeinde Kainach bei Voitsberg, im nordwestlichen Teil der Katastralgemeinde Kohlschwarz, nordwestlich des Hofes Lex. Er fließt im Oberlauf relativ gerade und im Unterlauf zuerst in einem flachen Links- und anschließend in einem flachen Rechtsbogen insgesamt nach Nordwesten. Im Nordosten der Katastralgemeinde von Kainach mündet er südlich des Gasthofes Jagglwirt in die Kainach, die danach nach rechts abbiegt. Auf seinem Lauf nimmt der Pockleitengraben von links drei sowie von rechts drei unbenannte Wasserläufe auf.